# Manzini Wanderers FC
El Manzini Wanderers és un club de futbol swazi de la ciutat de Manzini.

## Palmarès
- Lliga swazi de futbol:[1]
  - 1983, 1985, 1987, 1999, 2002, 2003
- Copa swazi de futbol:[2]
  - 1984
- Charity Cup swazi de futbol:[2]
  - 2002, 2003, 2005
- Trade Fair Cup swazi de futbol:[2]
  - 1984, 1985, 1986, 1993, 1996, 2000